# Inmigración suiza en Venezuela
La inmigración suiza en Venezuela es de larga data, con sus primeros indicios en la primera mitad del siglo XVI. Según datos, hacia 1940 habían emigrado al país un aproximado de 1900 suizos.

## Historia
Los primeros suizos que arribaron al actual territorio de Venezuela entre 1529 y 1535, que participaron en las primeras expediciones alemanas de América organizadas por los Welser de Augsburgo fueron Joachim Ritz quien se estableció primeramente en Coro, luego Barquisimeto y se deduce que murió en Coro en 1570 dejando descendientes en Coro (donde castellanizaron el apellido a Ruiz), Barquisimeto, El Tocuyo y Carora; y Melchior Grübel quien también fue residente de El Tocuyo.
Otro suizo que llegó a Venezuela fue Leonhard Grübel (hijo de Melchior Grübel) quien tenía nueve años al momento de arribar a Coro. Los hijos de Leonhard Grübel optaron por usar el apellido de la madre "Arias de Valdés" dejando descendientes en Mérida. Otro suizo-alemán (oriundo de San Galo) que llegó a Venezuela con los Welsares fue Ulrich Sailer, murió víctima de las flechas de los aborígenes en Maracaibo luego de apresar jóvenes indígenas. En la actualidad, la comunidad suiza en Venezuela está bien organizada en varias asociaciones civiles y organizaciones sin fines de lucro.

## Personas notables

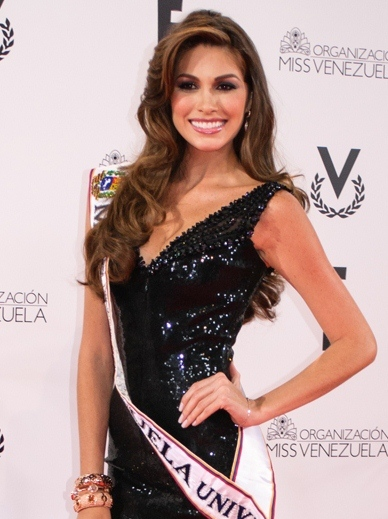
La modelo venezolana María Gabriela Isler, Miss Universo 2013, es de ascendencia suiza.

- Gabriela Isler, Miss Venezuela 2012 y Miss Universo 2013.
- Henri Pittier, botánico, luchador por la conservación de los recursos naturales, y cuyo nombre pertenece a uno de los principales parques nacionales de Venezuela.